# 计算机领域中的女性
在20世纪初期，首批程式設計師中就包含计算机领域中的女性，她們對電腦業界贡献良多。
自18世紀起，女性就參與计算科学技术发展。例如：妮可-雷訥·勒波特預測了哈雷彗星；瑪麗亞·米切爾計算了金星運動过程；愛達·勒芙蕾絲設計了首套由電腦執行的算法，首次為程式語言設計出編譯器。自19世紀到第二次世界大戰，程式編寫工作主要由女性完成，例如哈佛計算員、布萊切利園进行的密码分析、美国国家航空航天局的工程項目。

## 吸引女性投身计算机科学
贡萨加大学的教授De Palma认为，对数学感兴趣的女性越来越多。同样，对计算机科学感兴趣的女性也会越来越多。为了提高女性对计算机科学的兴趣，他提出以下五个方法：
1. 让符号处理上有天赋的女性学习编程。
2. 要让女性学习编程的过程变得更加纯逻辑。在教学中尽量减少对其他笨拙的软件包、需要技巧的图形用户界面、和功能强大的集成开发环境的依赖。
3. 不要使用微型计算机来教授计算机。
4. 至少在早期阶段，编程任务越简短越好。一定难度的任务问题可以让学生进行独立思考。相反，难度较高则会打击其学习积极性，减弱其解决问题的兴趣。
5. 编程语言如同计数系统，避免选用新语言。

## 历史上计算机领域中的女性

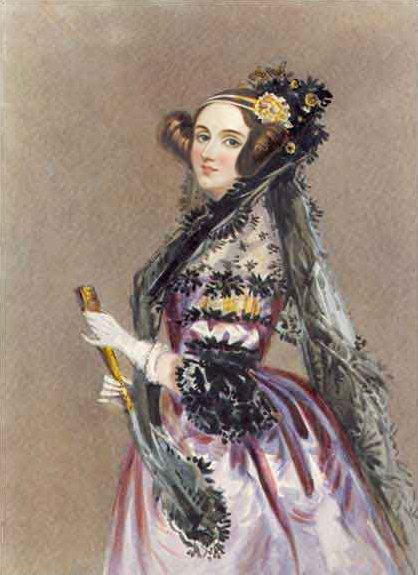
愛達·勒芙蕾絲被認為是世界上第一個電腦程式設計師

- 1842: 愛達·勒芙蕾絲 (1815–1852)对查爾斯·巴貝奇提出的计算机分析機进行分析，其论文詳細說明用该机器计算伯努利數的方法，该方法是世界上首个计算机程序。因此勒芙蕾絲成为了世界上首位计算机程序员。[2]
- 1942: 美國演員 海蒂·拉玛 (1913–2000)参与发明了展布频谱技术，該技術是許多現代無線通訊系統（包括無線區域網路與行動電話）的基礎。

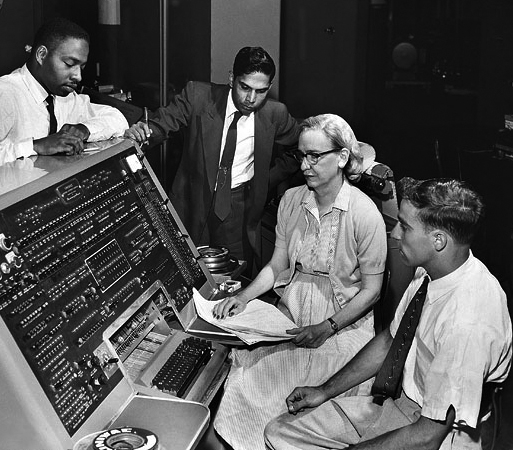
1960年在UNIVAC键盘前的霍普

第一次被发现的导致计算机错误的飞蛾，也是第一个计算机程序错误

- 1949: 美國海軍准將、電腦科學家葛麗絲·穆雷·霍普 (1906–1992)是世界上最早一批的程式設計師之一，也是最早的女性程式設計師之一。霍普是馬克一號上第一個專職程式設計師，創造了現代第一個編譯器A-0 系統，以及首个高级商用電腦程式語言「COBOL」，被譽為COBOL之母。霍普从馬克二號中取出引起故障的飞蛾，在此启发下，著名计算机术语“debug”（调试排错）开始广泛使用，于是她也获得了“‘debug’之母”的称号。霍普是Y2K危機的創造者，培育了許多程式語言專家，人称“不可思議的葛麗絲”（英語：Amazing Grace，与圣诗《奇異恩典》同名）。

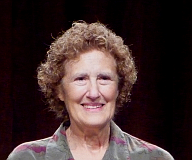
芭芭拉·利斯科夫

- 1993: 芭芭拉·利斯科夫 (1939.11.7–)与周以真（Jeannette Wing）共同提出了著名的Liskov代換原則。她是2008年图灵奖得主，以及2004年约翰·冯诺依曼奖得主。
- 1997: 安妮塔·博格 (1949–2003)是安妮塔·博格婦女與科技研究所(IWT)的创建领导人。
- 2005: 鲁奇·桑维是Facebook首位女性工程师。[3]
- 2006: 瑪利亞·克拉維 (1951-) 是哈维马德学院的第一位女校长，于2002至2004年担任ACM计算机协会主席一职。

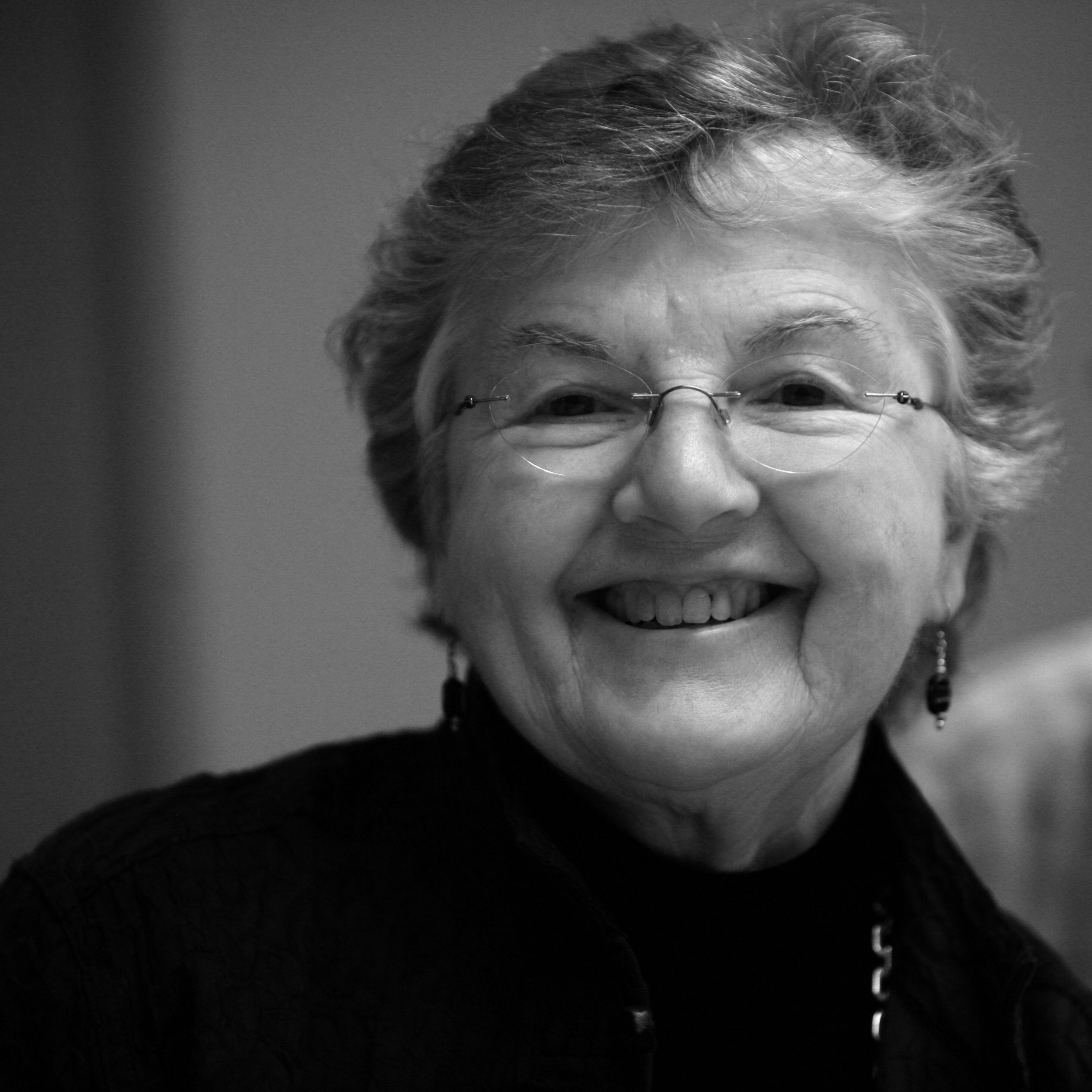
法兰·艾伦

- 2006: 法兰·艾伦 是编译器优化领域的先驱。1989年成为第一位女性IBM Fellow。她也是IBM技术研究院的主席。2006年她成为第一位獲得圖靈獎的女性。

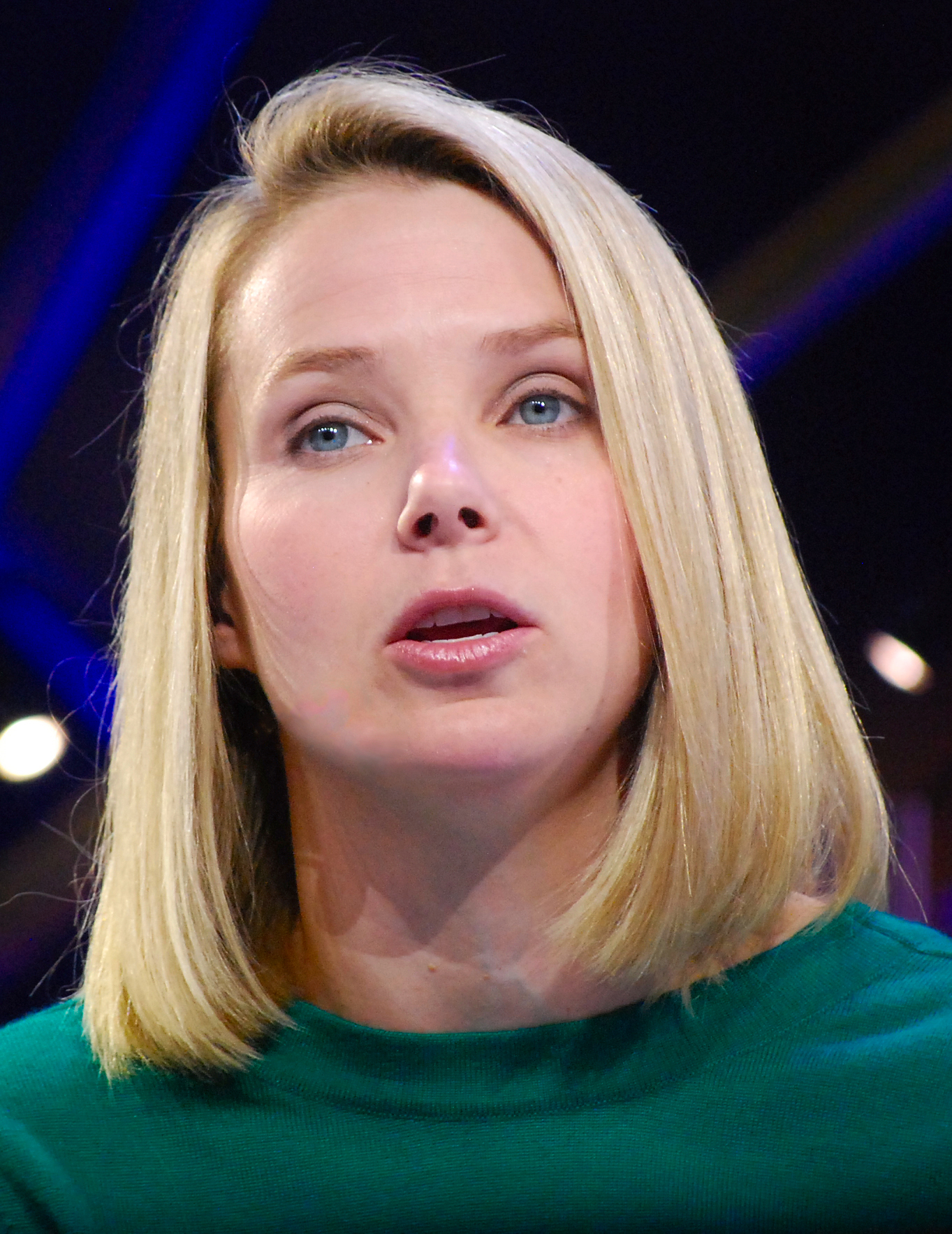
玛丽莎·梅耶尔

- 2012: 玛丽莎·梅耶尔 (1975-) 曾是Google第一位女性工程師，担任过工程师，设计师，产品经理以及公司副总裁。现在是雅虎的CEO。[4][5][6]

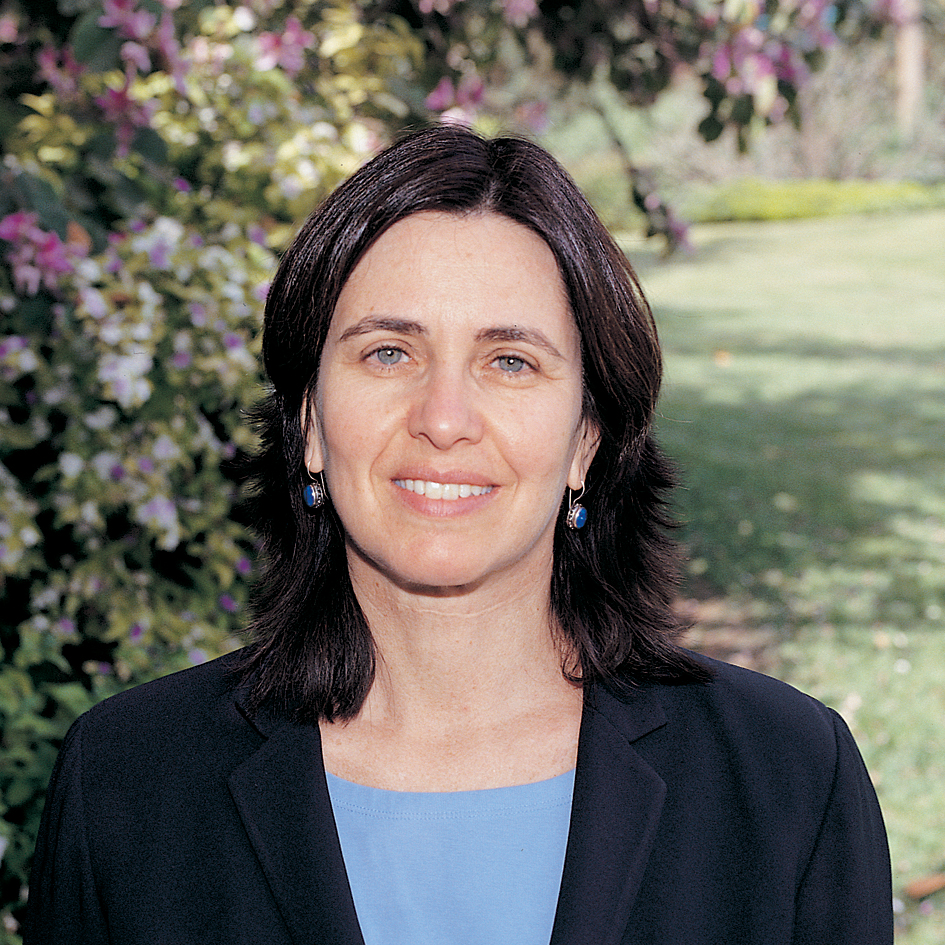
莎菲·戈德瓦塞尔

- 2012: 美国工程院院士 莎菲·戈德瓦塞尔（1958年-) 2012年因密码学领域的杰出工作获得图灵奖。[7]。
- 2016年，李飛飛利用在史丹佛大學的學術假期，加入Google雲端人工智慧暨機器學習的中國中心團隊，以Google Cloud 首席科學家身分成為该團隊負責人之一。

## 涉及计算机领域中女性的组织
- Ada Initiative（英语：Ada Initiative）
- Anita Borg Institute for Women and Technology举行每年的Grace Hopper Celebration of Women in Computing（英语：Grace Hopper Celebration of Women in Computing）大会
- Association for Computing Machinery (ACM) Committee on Women
- BCSWomen（英语：BCSWomen）,英國電腦學會的一个女性专有特殊组织
- Computing Research Association（英语：Computing Research Association）, 计算机研究中妇女地位委员会
- Girl Geek Dinners（英语：Girl Geek Dinners）, 适宜各年龄段女性的国际组织
- LinuxChix（英语：LinuxChix）, 推动开放源代码运动的一个定位女性的社区
- Systers（英语：Systers）
- Web Start Women,致力于让更多女性参与网页编程的组织
- （页面存档备份，存于）

## 补充阅读
- Thomas J. Misa, ed. Gender Codes: Why Women Are Leaving Computing (Wiley/IEEE Computer Society Press, 2010).ISBN 978-0-470-59719-4
- Light, Jennifer S. "When Computers Were Women." Technology and Culture 40.3 (1999) pp. 455–483.
- Cooper, J. and Weaver, K. (2003), Gender and Computers: Understanding the Digital Divide, Philadelphia : Lawrence Erlbaum Associates, ISBN 0-8058-4427-9
- Newitz, Annalee and Anders, Charlie. "She's Such a Geek!"; 2006.
- Galpin, Vashti. . ACM SIGCSE Bulletin. 2002, 34 (2): 94–100  [2013-03-05]. doi:10.1145/543812.543839. （原始内容存档于2020-06-02）.